# なかきよの とおのねふりの みなめさめ なみのりふねの おとのよきかな
『なかきよの とおのねふりの みなめさめ なみのりふねの おとのよきかな』とは、和歌の一首。この歌は最初から読んでも逆から読んでも同じ音になる「回文歌」である。室町時代の頃から、「初夢」文化のひとつとして日本で行われた風習に用いられた。現代ではマイナーな風習と化しているが、「初夢」に「宝船」はこの歌が簡略化された名残りでもある。
大抵は冒頭部の「長き夜の」（「長き夜の…」）、あるいは「なかきよの」「なかきよ」と略される。
『村草に くさの名はもし 具はらは なそしも花の 咲くに咲くらむ』や『惜しめとも ついにいつもと 行春は 悔ゆともついに いつもとめしを』などとともに有名な回文和歌のひとつ。

## 概要
歌の出典や意味・解釈についてはいくつか説がある。出典として有力な文献に、室町時代の通俗辞書『運歩色葉集』（著者未詳。1548年に成立）、中国（当時：明）の『日本風土記』（1592年）がある。このことから風習そのものは、16世紀後半に広まり行われたものであったとされる。
歌： なかきよの とおのねふりの みなめさめ なみのりふねの おとのよきかな
（長き夜の 遠の睡りの 皆目醒め 波乗り船の 音の良きかな）
（現代読み：ながきよの とおのねむりの みなめざめ なみのりふねの おとのよきかな）
意味・解釈
- 進みゆく船は心地良く波音を立てるので、過ぎ去る刻の数えを忘れてしまい、ふっと「朝はいつ訪れるのだろう」と想うほど夜の長さを感じた。
- 調子良く進む船が海を蹴立てゆく波の音は、夜が永遠に続いてしまうのではと思うほど心地よいので、思わず眠りも覚めてしまう。
- 長い世の中の遠い戦いの記憶から皆よ目を覚ましなさい。波に乗っている船にぶつかる音の状況はよいのだろうか。

※ 歴史的仮名遣いからすれば、「とおの」は「とほの」であるが、この歌が成立していた頃にはそういった遣い方が衰退していた。
言葉遊びとしての要素を多く含んだ歌で、「なみのりふね（波乗り船）」と「みのり（実り）」が掛けられているのをはじめ、「とおの（遠の）」と「とおの（十の）」、「長き夜（夢見が続く）」や「長き世（長寿）」、または「長き世（時代の波）」、「船（宝船）」と「不音（静かな）」など、音や意味合いなどの言葉遊びが随所に用いられている。
正月2日（地方によっては3日）の夜、上記の歌が書かれた七福神の宝船の絵を枕の下に置き、歌を3度読んで寝ると吉夢を見られるという風習がある。また、歌を歌いながら千代紙や折り紙などに歌を書き記し、その紙を帆掛け船の形に折って枕の下に置くことで良い夢が見られるとも。なお、悪い夢を見てしまった場合は、その船を川に流すことで邪気を払い縁起直しした（水に流す）。
江戸時代には、正月早々に「お宝、お宝」と声を掛け、歌が書かれた宝船の絵を売る歩く「宝船売り」がおり、暮れどきになると庶民は買いに走っていたとされる。

## 関連作品
- マリア様がみてる - 『マリア様がみてる ロサ・カニーナ』収録の「長き夜の」の主題となっている。
- サクラノ詩 - 伯奇神社の和歌。